# Львівська архієпархія УГКЦ
Львівська архієпархія — єпархія Української греко-католицької церкви з центром у Львові. Утворена 1677 року як єпархія в результаті прийняття Галицької православної єпархії до берестейської унії. 22 лютого 1807 підвищена до рангу архієпархії, 26 вересня 1808 року встановлена як столиця митрополії.
У 1885 з її території була виділена Станиславівська єпархія.
У 1946 році в результаті інсценованого радянською владою «Львівського собору» архієпархія була поставлена поза законом, архієпископ Йосиф Сліпий мав резиденцію у Римі.
1991 року із здобуттям Україною незалежності діяльність архієпархії була відновлена. Протягом 1993–2000 років територія архієпархії зменшилась через утворення нових єпархій: в 1993 Самбірсько-Дрогобицької, Тернопільської і Зборівської; в 1995 Києво-Вишгородського екзархату, в 2000 Сокальської та Стрийської єпархій.
26-30 грудня 2001 року відбувся Третій Архієпархіяльний Собор Львівської архієпархії, під назвою «Ісус Христос — джерело відродження українського народу».
Катедральним собором архієпархії є Собор святого Юра у Львові. З 2005 року Архієпископом Львівським є владика Ігор Возьняк.
3 серпня 2010 року Блаженніший Любомир Гузар, Верховний Архієпископ Києво-Галицький, за згодою Синоду Єпископів УГКЦ, призначив ієромонаха Венедикта Алексійчука єпископом-помічником Львівської архієпархії. Хіротонія відбулася 5 вересня 2010 року всоборі святого Юра у Львові (головний святитель — архієпископ Львівський Ігор Возьняк, співсвятителі — єпископ Самбірсько-Дрогобицький Юліан Вороновський і єпископ Стемфордський Павло Хомницький).
14 січня 2016 року, у Ватикані повідомлено про те, що Святіший Отець Франциск надав свою згоду на канонічне обрання Синодом Єпископів УГКЦ Високопреподобного ієромонаха Володимира (Груци), ЧНІ, Єпископом-помічником Львівської архієпархії УГКЦ, надаючи йому титулярний осідок Баганни (Dioecesis Bahannensis).

## Територіальний устрій
Адміністративно архієпархія охоплює (станом на листопада 2018) м. Львів, м. Винники, с-ще. Брюховичі, с-ще. Рудно, частини Золочівського, Львівського та Яворівського районів:
м. Львів, с-ще. Брюховичі, с-ще. Рудно
- Галицький деканат (10 парафій)
- Залізничний деканат (9 парафій)
- Личаківський деканат (8 парафій)
- Сихівський деканат (9 парафій)
- Франківський деканат (7 парафій)
- Шевченківський деканат (13 парафій)

Золочівський район
- Глинянський деканат (20 парафій)
- Золочівський деканат (33 парафії)
- Поморянський деканат (23 парафії)

Львівський район і м. Винники
- Винниківський деканат (21 парафія)
- Звенигородський деканат (17 парафій)
- Пустомитівський деканат (23 парафії)
- Сокільницький деканат (21 парафія)

Яворівський район
- Краковецький деканат (23 парафії)
- Немирівський деканат (23 парафії)
- Новояворівський деканат (18 парафій)
- Яворівський деканат (16 парафій)
- Янівський деканат (21 парафія)

На території архієпархії діє також семінарія : Львівська Духовна Семінарія Святого Духа — це вищий навчально-формаційний заклад Львівської архієпархії Української  Греко-Католицької Церкви, метою якого є формування кандидатів до священства. Отримання філософсько-богословської освіти забезпечується у співпраці з Українським Католицьким Університетом.